# Omomyidae
Omomyidae — вимерла родина сухоносих приматів інфраряду Довгоп'яти (Tarsiiformes). Омомиїди були поширені в Європі, Азії, Північній Африці та Північній Америці. Родина виникла у ранньому еоцені 55 млн років тому та вимерла 34 млн років тому.

## Опис

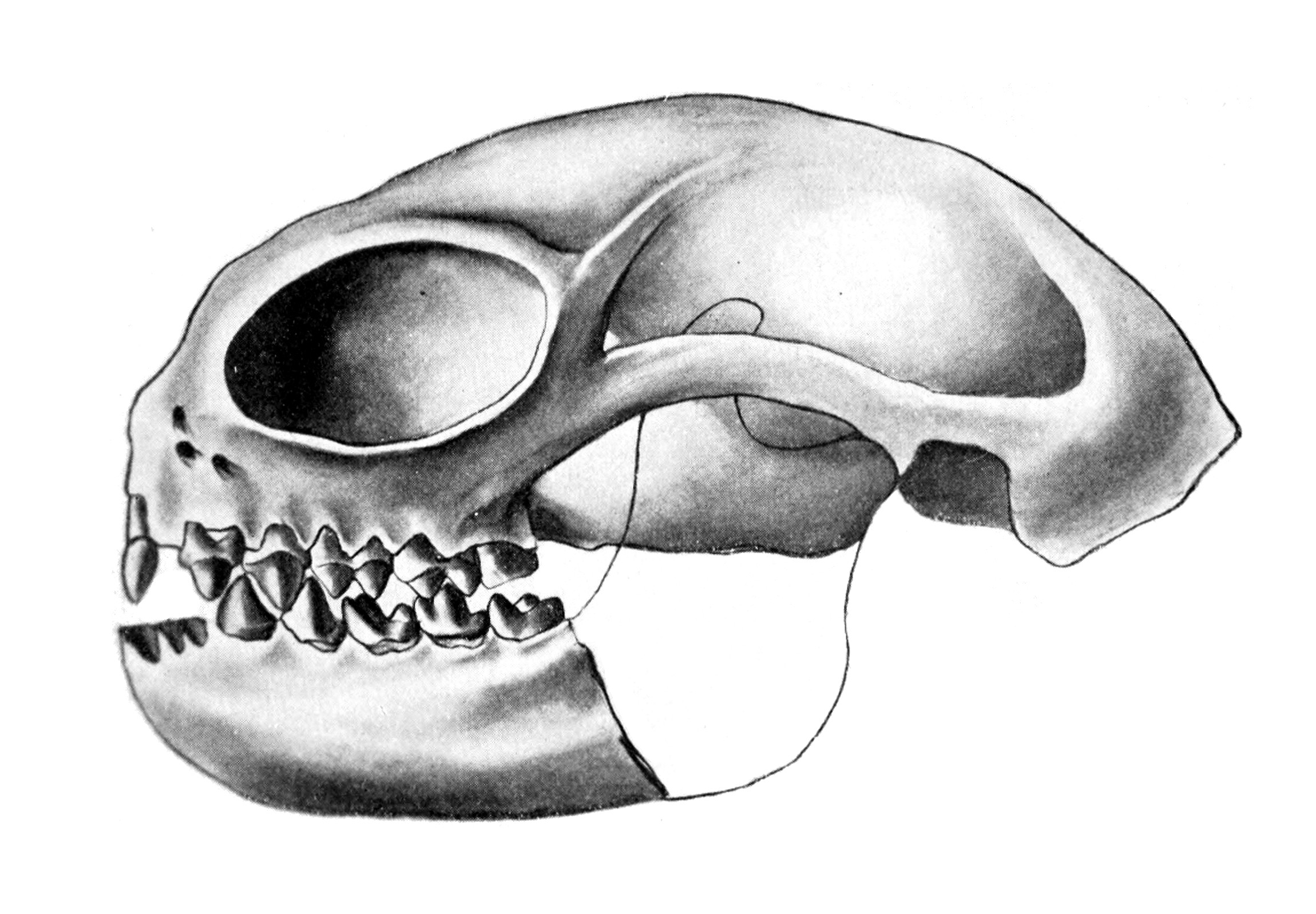
Череп Anaptomorphus

Будова тіла скелету, зокрема довгі хапальні кінцівки, вказує на деревний спосіб життя. Більшість видів мали непропорційно великі очі, що означає, що тварини вели нічний спосіб життя. Це були дрібні тварини (вагою до 0,5 кг). Серед інших характеристик, можна назвати коротку морду, відсутність передніх премолярів, корінні зуби, що призначенні для живлення фруктами та комахами.

## Класифікація
- Ekgmowechashala
- Altanius
- Altiatlasius
- Kohatius
- Підродина Anaptomorphinae
  - Триба Trogolemurini
    - Trogolemur
    - Sphacorhysis

  - Триба Anaptomorphini
    - Arapahovius
    - Tatmanius
    - Teilhardina
    - Anemorhysis
    - Chlororhysis
    - Tetonius
    - Pseudotetonius
    - Absarokius
    - Anaptomorphus
    - Aycrossia
    - Strigorhysis
    - Mckennamorphus
    - Gazinius
- Підродина Microchoerinae
  -     - Indusomys
    - Nannopithex
    - Pseudoloris
    - Necrolemur
    - Microchoerus
- Підродина Omomyinae
  -     - Huerfanius
    - Mytonius
    - Palaeacodon

  - Триба Rooneyini
    - Rooneyia

  - Триба Steiniini
    - Steinius

  - Триба Uintaniini
    - Jemezius
    - Uintanius

  - Триба Hemiacodontini
    - Hemiacodon

  - Триба Omomyini
    - Chumachius
    - Omomys

  - Триба Microtarsiini
    - Yaquius
    - Macrotarsius

  - Триба Washakiini
    - Loveina
    - Shoshonius
    - Washakius
    - Dyseolemur

  - Триба Utahiini
    - Asiomomys
    - Utahia
    - Stockia
    - Chipataia
    - Ourayia
    - Wyomomys
    - Ageitodendron